# Barrio Tepetzintla Dos
Barrio Tepetzintla Dos är en ort i Mexiko.   Den ligger i kommunen Coxcatlán och delstaten San Luis Potosí, i den centrala delen av landet, 240 km norr om huvudstaden Mexico City. Barrio Tepetzintla Dos ligger 179 meter över havet och antalet invånare är 135.
Terrängen runt Barrio Tepetzintla Dos är huvudsakligen kuperad, men åt sydost är den platt. Runt Barrio Tepetzintla Dos är det ganska tätbefolkat, med 100 invånare per kvadratkilometer. Närmaste större samhälle är Villa Terrazas, 11,1 km söder om Barrio Tepetzintla Dos. I omgivningarna runt Barrio Tepetzintla Dos växer huvudsakligen savannskog.